# Eugenio Banzola
Eugenio Banzola (San Pancrazio Parmense, 6 maggio 1924 – Felino, 14 marzo 1945) è stato un militare e partigiano italiano.
Partecipò al movimento di Resistenza nella val di Parma e venne decorato con la medaglia d'oro al Valor Militare.

## Biografia
Dopo essersi occupato con la propria famiglia del lavoro nei campi Eugenio Banzola venne chiamato alle armi, il 17 agosto 1943, e spedito al deposito dell'8º Reggimento alpini, nel battaglione Gemona. Tornò a casa in seguito all'Armistizio dell'8 settembre per poi essere richiamato un anno dopo a servizio del 131º battaglione Genio Lavoratori.
Nel 1944 abbandonò il battaglione per prendere parte al movimento partigiano prima nella brigata Julia e, successivamente, nella brigata Pablo, nella quale assunse il soprannome Ricci. Il 13 marzo 1945 nei pressi di Casatico, una frazione di Langhirano, Eugenio, assieme a un piccolo gruppo, rallentò per breve tempo l'avanzamento di un'armata composta da tedeschi e da Brigate Nere. Le armate nemiche però, trovandosi in  netta superiorità numerica rispetto al gruppo della Pablo, riuscirono a respingere la brigata partigiana.
Eugenio venne ferito alle gambe e catturato dalle Brigate Nere che lo trasferirono a Felino, nei reparti della Repubblica di Salò, dove, dopo essere stato interrogato tutta la notte senza, però, fornire alcuna informazione, venne ucciso il 14 marzo 1945.

## Onorificenze
Con decreto del presidente della Repubblica, il 6 luglio 1976 Eugenio Banzola fu insignito di: